# Wendisch Rambow
Wendisch Rambow, zwischen 1938 und 1949 Klein Rambow, ist ein Ortsteil der Gemeinde Bad Kleinen im Landkreis Nordwestmecklenburg in Mecklenburg-Vorpommern.

## Lage
Wendisch Rambow liegt in Mecklenburg etwa 20 Kilometer nördlich der Landeshauptstadt Schwerin und 15 Kilometer südlich von Wismar. Umliegende Ortschaften sind der Ortsteil Rastorf der Gemeinde Bobitz im Norden, Niendorf im Nordosten, Hoppenrade im Osten, Bad Kleinen und Gallentin im Südosten, die Gemeinde Zickhusen im Süden, deren Ortsteil Drispeth im Westen sowie die wiederum zur Gemeinde Bobitz gehörenden Ortsteile Dambeck und Naudin im Nordwesten.
Wendisch Rambow liegt nördlich der Bundesstraße 106 von Wismar nach Schwerin. Die Bahnstrecke Lübeck–Bad Kleinen verläuft durch den Ort. Südlich des Dorfes liegt das Drispether Moor.

## Geschichte
Am 7. Oktober 1325 erteilte der mecklenburgische Fürst Heinrich II. seine Zustimmung, das Hermann von Rambow eine Hufe des Dorfes „Rambow“ an die Stadt Wismar verkaufen darf. Diese Urkunde stellt die erste Erwähnung des Dorfes dar. Die Gemarkung verfügte damals über 45 Wohnhäuser und ein Gutshaus und war verwaltungstechnisch an Dorf Mecklenburg angeschlossen. Ab spätestens 1357 fiel der Besitz Rambows an die Stadt Wismar.
Während des 15. und 16. Jahrhunderts fielen weite Teile Rambows wüst. 1528 lebten im Ort nur noch der Gastwirt und zwei Kossäten. Fünf Katen im Dorf waren unbesetzt.
Am 5. August 1938 wurde Wendisch Rambow im Zuge der Germanisierung im Deutschen Reich zur Zeit des Nationalsozialismus in Klein Rambow umbenannt. Dieser Name wurde nach 1945 vorerst beibehalten und erst am 31. März 1949 wieder in Wendisch Rambow geändert.
Wendisch Rambow lag im Domäneamt Wismar, welches zum Freistaat Mecklenburg-Schwerin gehörte. Zum 1. Juli 1950 wurde das Dorf nach Niendorf eingemeindet. Am 25. Juli 1952 wurde Wendisch Rambow dem neu gebildeten Kreis Schwerin im Bezirk Schwerin zugeordnet. Ab dem 20. Juni 1956 wurde Wendisch Rambow in die Gemeinde Groß Stieten und am 1. Juni 1961 wiederum in die Stadt Bad Kleinen umgegliedert. 
Nach der Wende lag Wendisch Rambow zunächst im Landkreis Schwerin-Land in Mecklenburg-Vorpommern. Nach der Kreisreform in Mecklenburg-Vorpommern am 12. Juni 1994 wurde Wendisch Rambow dem neu gegründeten Landkreis Nordwestmecklenburg zugeordnet. Am 1. Januar 2005 wurde das Amt Bad Kleinen, zu welchem Wendisch Rambow seit 1992 gehörte, aufgelöst und der Ort wurde in das neue Amt Dorf Mecklenburg-Bad Kleinen umgegliedert.

## Persönlichkeiten
- Werner Lindemann (1926–1993), Dichter und Schriftsteller, lebte zeitweise in Wendisch Rambow
- Till Lindemann (* 1963), Dichter und Sänger der Band Rammstein, wuchs in Wendisch Rambow auf

## Nachweise
1. ↑  11.3-1/1 Genealogische Sammlungen v. Pentz. Landeshauptarchiv, Schwerin.
2. ↑  K11 und 11.3-1/5 Genealogische Sammlungen v. Behr. Landeshauptarchiv, Schwerin.
3. ↑  Wendisch Rambow im Amt Dorf Mecklenburg-Bad Kleinen. Abgerufen am 27. September 2017.
4. ↑  Wendisch Rambow im Geschichtlichen Ortsverzeichnis. Abgerufen am 27. September 2017.